# Doblič, Pšata
Doblič je potok, ki izvira severovzhodno od naselja Zalog pri Cerkljah in se priključi reki Pšata, ta pa se izliva v Kamniško Bistrico.